# Tramlijn T2 (Gent)
Tramlijn T2 (kleur groen), is sinds 6 januari 2024 een tramlijn in de Belgische stad Gent. Ze volgt het traject Evergem - Wondelgem - Rabot - Korenmarkt - Zuid - Ledeberg - Gentbrugge - Melle. De lijn ontstond op 6 januari 2024 bij de hervorming van het Gentse tramnet, door het combineren van delen van de voormalige tramlijnen 1 en voorganger tramlijn 2.

## Geschiedenis

### Tramlijn 2

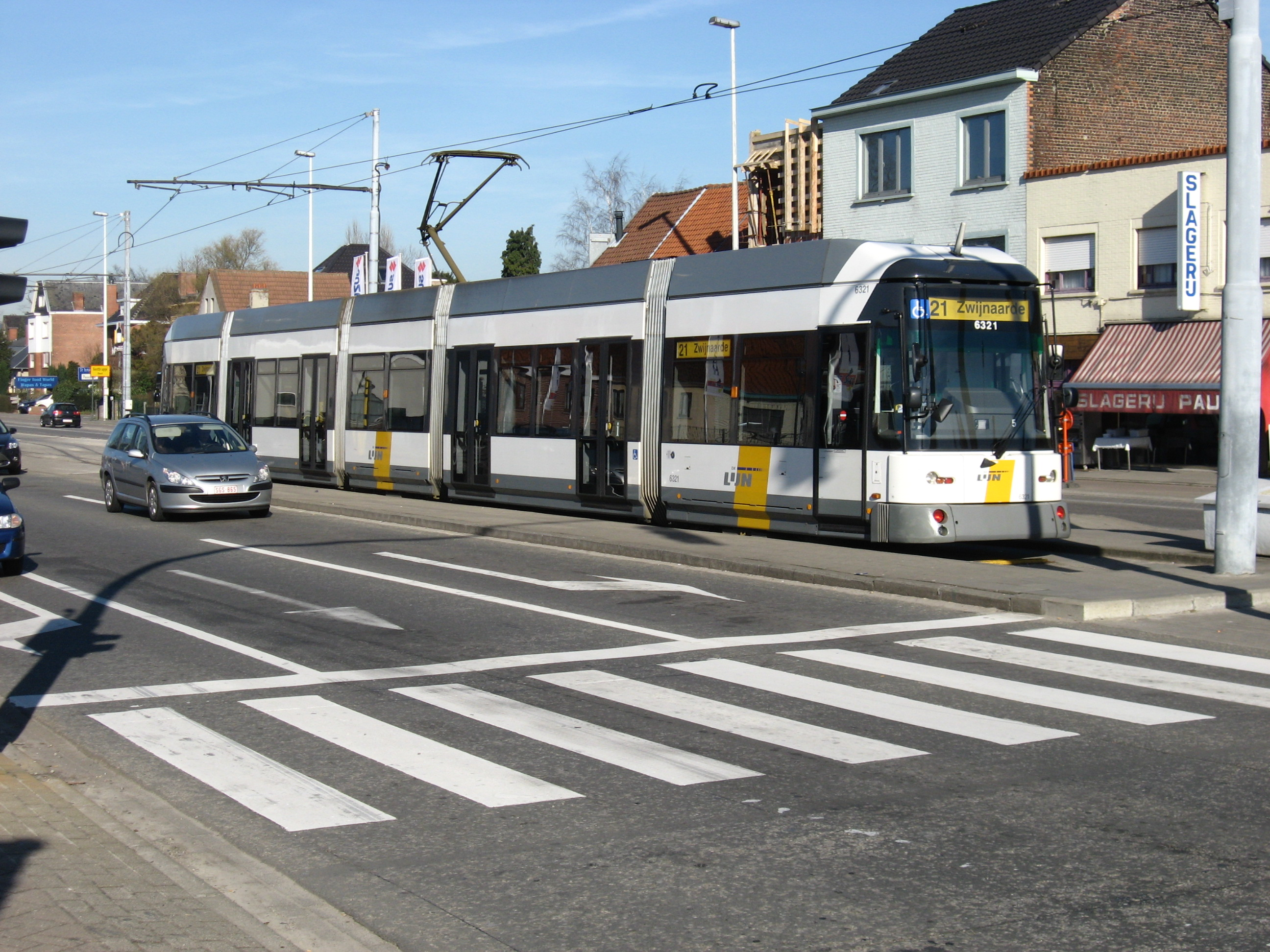
Tram op lijn 21 op het eindpunt in Melle.

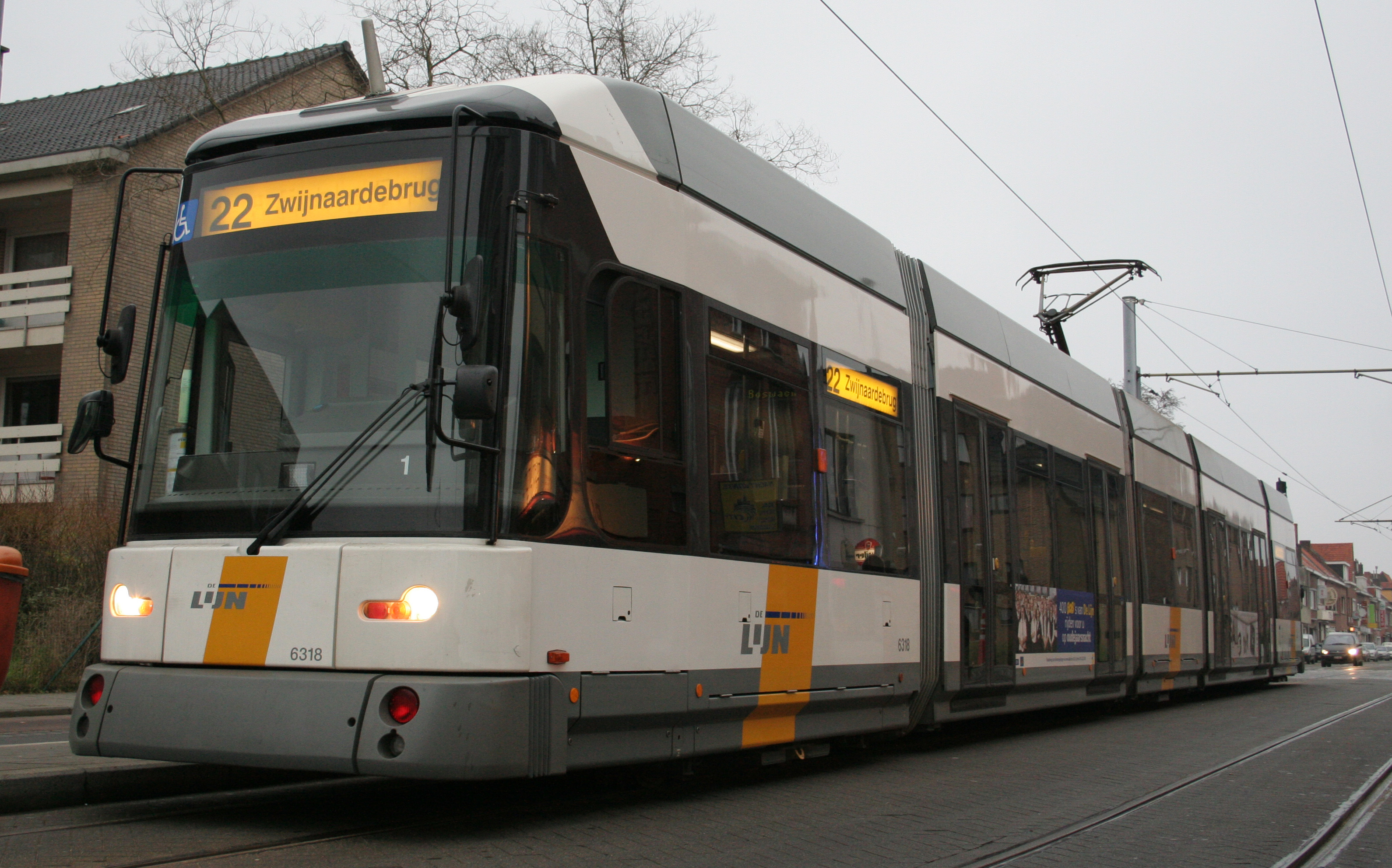
Tram op lijn 22 nabij het eindpunt in de Zwijnaardsesteenweg.

Tramlijn 2 (met kleur geel) was tot 5 januari 2024 een tramlijn in de Belgische stad Gent. Een dag later is de lijn in delen overgenomen door de nieuw gecreëerde tramlijnen T2 (groen) en T3 (blauw). Ze verbond de eindhalte Zwijnaarde Bibliotheek met Melle Leeuw over 13 km.
Het traject van tramlijn 2 is gedurende de voorbije eeuw vaak gewijzigd: oorspronkelijk verbond die de stelplaats van Gentbrugge met de Muide en Meulestede. Het traject verliep als volgt: Stelplaats - Brusselsepoortstraat - Lange Violettestraat - Arteveldeplaats (Sint-Annaplein) - Zuidstation - Brabantdam - Kouter - Korte Meer - Korenmarkt - Geldmunt - Sleepstraat - Sint-Salvatorstraat - Muide - Meulestede.
Op 22 januari 1906 besloot men de lijn aan te duiden met het cijfer 2 op een wit bord met vermelding van het traject in beide landstalen, later werd de lijn verlengd van de stelplaats tot het Arsenaal.
Op 20 februari 1913 splitste men de lijn: lijn 2 verbond de Muide met het Arsenaal en lijn 6 de Muide met Meulestede. Vanaf 10 januari 1914 reed ook tramlijn 4 naar de Muide, waardoor lijn 2 werd ingekort tot aan het uiteinde van de Zonnestraat op de Kouter.
Op 28 november 1920 kwam het traject via de Gebroeders Vandeveldestraat en Papegaaistraat tot aan de Rozemarijnbrug in gebruik. De werken voor de verbinding waren reeds voor de Eerste Wereldoorlog aangevangen. De Papegaaistraat diende daartoe nog aangelegd de worden: de oorspronkelijke hoofdweg naar Ekkergem liep langs Twaalfkameren en de Raas Van Gaverestraat, die onderling verbonden waren door een schuine brug over de Coupure. 
Op 21 december 1925 reed de tram voor het eerst over een nieuwe Rozemarijnbrug via de Martelaarslaan en de Albertlaan tot aan het Sint-Pietersstation.
In 1967 werden de sporen in de Brabantdam tussen het kruispunt met de Kuiperskaai en Sint-Anna verwijderd. De tram reed vanaf dan langs de Vlaanderenstraat en de Zuidstationstraat naar Sint-Anna. 
Op 30 september 1969 reed de tram voor het eerst via de Clarissenstraat en de Frère-Orbanlaan naar Gent-Zuid. De tramsporen in de Lange Violettestraat en aan Sint-Anna werden verwijderd.
Op 7 september 1971 reed de tram voor het eerst in het midden van de Brusselsesteenweg, voordien geschiedde dat op het baanvak dat bestemd was voor autoverkeer. Tegelijk werd de eindhalte verschoven naar het kruispunt met de Schooldreef, maar de naam Arsenaal werd behouden. 
Op 3 december 1972, samenvallend met de komst van de nieuwe PCC-tram, werd tramlijn 2 omgenummerd tot lijn 21. Vervolgens werd op 15 mei 1973 een nieuwe tramlijn 22 tussen het Sint-Pietersstation en Gentbrugge Dienstencentrum officieel ingereden. Deze lijn reed over een nieuwe antenne met vier haltes vanaf de bestaande halte Gentbrugge Stelplaats naar de nieuwe eindhalte Gentbrugge Boswachterstraat, via de nieuwe haltes Pirennelaan, Braemkasteel en Sporthal Driebeek. Dit stuk tramlijn is vrijwel volledig onder het viaduct van Gentbrugge gelegen.
Op 31 december 1973 werd tramlijn 20 tussen het Arsenaal en Melle afgeschaft. Vanaf  1 september 1993 reed tram 21 van het Arsenaal terug naar Melle met als eindhalte Melle-Leeuw.
Tussen 29 april en 27 augustus 1980 werd de houten Rozemarijnbrug, die sinds het begin van de Tweede Wereldoorlog in gebruik was, vervangen door de huidige. Het tramverkeer werd daardoor tijdelijk gewijzigd:  vanaf de Bernard Spaelaan naar het station werd een pendeltram ingericht met vermelding van het traject op een zwart bord. Tram 10 keerde terug op de Coupure rechts en tram 21/22 in de Papegaaistraat.
In 1999 werd lijn 21/22 verlengd van het Sint-Pietersstation tot Zwijnaardebrug (Gestichtstraat). 
In 2010 werd tramlijn 22 met twee haltes ingekort. De haltes Sporthal Driebeek en de voormalige eindhalte Boswachterstraat op de antenne naar Gentbrugge werden gesloten, waardoor de nieuwe eindhalte Gentbrugge Braemkasteel (Dienstencentrum) werd. Sindsdien werden op het gesloten stuk oude tramstellen gestald door plaatsgebrek in de stelplaatsen.
In het kader van de heraanleg van de PAG-as (Papegaaistraat-Annonciadenstraat-Gebroeders Vandeveldestraat, 2011-2014) werd het traject van tramlijn 21/22 op 5 september 2011 geknipt. Tramlijnen 21 en 22 worden beperkt tot Kouter (vanuit Gentbrugge en Melle), een nieuwe lijn 24 verzorgde het traject tussen Melle Leeuw, Zuid, de Korenmarkt, het Rabot en het Sint-Pietersstation. Het traject tussen het Sint-Pietersstation en Zwijnaardebrug was sinds 2011 en tot 2016 toegevoegd aan het traject van tram 4. Tussen februari en oktober 2012 wordt het traject van de 24 tijdelijk beperkt tot Rabot - Melle Leeuw, tijdens werken aan de Rozemarijnbrug .
|  | Zwijnaardebrug - Sint-Pietersstation - Rozemarijnbrug - Kouter - Zuid - Stelplaats Gentbrugge - Melle                      |
|  | Zwijnaardebrug - Sint-Pietersstation - Rozemarijnbrug - Kouter - Zuid - Stelplaats Gentbrugge - Gentbrugge Dienstencentrum |
|  | Sint-Pietersstation - Rozemarijnbrug - Rabot - Korenmarkt - Zuid - Stelplaats Gentbrugge - Melle                           |

Meteen na de heraanleg van de PAG-as werd op maandag 28 juli 2014 van start gegaan met de heraanleg van de aansluitende as Brabantdam - Vogelmarkt - Kouter, kortweg BraVoKo-as. De voorbereidende werken vingen aan op maandag 28 juli 2014, de eigenlijke werken starten begin 2015. Tijdens de werken werd tram 21 afgeschaft, werd tram 24 opnieuw ingekort tot het traject Rabot - Melle Leeuw en reed tram 22 van DC Gentbrugge via de Zuid en de Korenmarkt langs het traject van tram 1 naar het Sint-Pietersstation en daarna verder via Bijlokehof en de vernieuwde PAG-as naar de Kouter.
Op 13 maart 2016 verdween lijn 24 en keerde lijn 21 terug. Het traject van lijn 21 liep van Melle Leeuw tot aan de Zwijnaardebrug, via de Korenmarkt, Veldstraat en het Sint-Pietersstation. Op 6 november 2016 werd de verlenging van tramlijn 21 officieel ingehuldigd. Hierdoor reed de tram voortaan twee kilometer verder door tot aan de bibliotheek in Zwijnaarde.
Op 21 mei 2017 verdween lijn 22 weer. De enkel door deze lijn bereden antenne die ook in 2010 al met de helft ingekort was, werd nu volledig afgeschaft.  Sindsdien wordt ze gebruikt als stelplaats voor de Albatrosstellen. Lijn 21 reed weer via de BraVoKo-as en werd tezelfdertijd terug omgenummerd naar lijn 2.